# Centre for Applied Nonviolent Action and Strategies
El Centre for Applied Nonviolent Action and Strategies (CANVAS) es una organización no gubernamental y sin fines de lucro, que se centra en educar sobre el uso de la no violencia. Fue fundada en 2004 por Srđa Popović y el CEO de Orion Telecom, Slobodan Đinović. Ambos fueron miembros del movimiento de resistencia estudiantil serbio, Otpor!, que apoyó el derrocamiento de Slobodan Milošević en octubre de 2000. Basándose en la experiencia de Serbia, CANVAS busca educar a los activistas prodemocracia en todo el mundo en lo que considera los principios universales para el éxito en la lucha no violenta.
CANVAS se encuentra establecida en Belgrado y ha trabajado con activistas prodemocracia de más de 50 países, incluyendo Irán, Zimbabue, Birmania, Venezuela, Ucrania, Georgia, Palestina, Sahara Occidental, Nueva Guinea Occidental, Eritrea, Bielorrusia, Azerbaiyán, Tonga y, recientemente, Túnez y Egipto.
La formación y la metodología del CANVAS ha sido aplicada con éxito por grupos en Georgia (2003), Ucrania (2004), Líbano (2005), Maldivas (2008) y Egipto (2011).

## Misión
Las actividades de CANVAS se centran en difundir los conocimientos sobre el "poder de la gente" en el mundo y no en lograr victorias contra un dictador u otro. La gran misión de CANVAS es explicar al mundo lo ponderosa que es la lucha no violenta como herramienta cuando se trata de lograr la libertad, la democracia y los derechos humanos.

## Orígenes
CANVAS se estableció en Belgrado en 2004. Sus miembros fundadores, Slobodan Đinović y Srđa Popović, eran líderes del movimiento de resistencia juvenil serbio Otpor! (En serbio Resistencia!), que desempeñó un papel fundamental en el derrocamiento de Slobodan Milošević en el 2000. CANVAS intenta reunir una gran cantidad de activistas no violentos inspirados por Mohandas Gandhi y Martin Luther King Jr. CANVAS se ha dado a conocer por su trabajo con los movimientos democráticos no violentos en todo el mundo a través de la transferencia de conocimientos sobre estrategias y tácticas de lucha no violenta.
El sueño de sus fundadores es lograr que los cambios políticos se alcancen a través de la lucha no violenta. En la opinión de CANVAS, la organización trae un modelo más riguroso y estratégico, así como un conjunto de habilidades para el proceso, y el conocimiento enciclopédico de la historia reciente de las protestas a nivel mundial.

### Otpor!
Establecida en Belgrado en octubre de 1998, Otpor! surgió como una respuesta a las represivas leyes en contra de las universidades y medios de comunicación que fueron introducidas ese año. Después de la guerra de Kosovo y los ataques aéreos de la OTAN en 1999, Otpor! comenzó su campaña política contra Milošević en todo el país. Promoviendo el principio de la no violencia, se utilizaron una variedad de tácticas, incluyendo consignas y eslóganes, conciertos de rock y presentaciones humorísticas en las calles, al estilo Monty Python, para galvanizar a la población serbia contra Milošević. Otpor! adoptó como su símbolo de resistencia un puño cerrado, negro sobre blanco o blanco sobre negro – para subvertir las imágenes comunista de un puño rojo que representaban a Milošević. Duda Petrovic, quien diseñó el símbolo explicó: "Nunca imaginé que sería tan importante [...] lo dibujé no por ideales, sino porque estaba enamorado de la chica Otpor que me pidió que lo hiciera.”
Autores han reconocido los métodos de Otpor para eliminar o disminuir el miedo, el fatalismo y pasividad de quienes se encuentran bajo un régimen antidemocrático, así como transformando la pasividad en acción haciendo fácil – incluso cool – el convertirse en un revolucionario. El movimiento se presentó con consignas y gráficos modernos y música rock. Estaba influenciado por los líderes de la lucha no violenta como Mohandas Gandhi, Nelson Mandela y Martin Luther King, pero también por la cultura pop y el humor, como la famosa serie de comedia del Reino Unido, "Monty Python’s Flying Circus". El mensaje unificado de Otpor y la diversidad de sus miembros demostró ser mucho más atractivo para los jóvenes activistas de los partidos de oposición del momento, quienes se encontraban profundamente divididos.  lugar de largos discursos, Otpor se basó en el humor y el teatro de calle para burlarse del régimen.ref> Archivado el 8 de noviembre de 2012 en Wayback Machine. , Tina Rosenberg, "Join The Club" How Peer Pressure can transform the society, March 2011</ref>
Durante un período de dos años, Otpor! creció de una docena de estudiantes a más de 70.000 personas en el movimiento. Otpor! se convirtió en uno de los símbolos definitorios de la lucha anti-Milošević y su posterior derrocamiento. Apuntando sus actividades al grupo abstencionista de jóvenes y otros votantes desilusionados, Otpor contribuyó a uno de los mayores resultados de participación en las elecciones presidenciales federales del 24 de septiembre de 2000, con una participación de más de 4,77 millones de votantes, o el 72% del total de electores. Su campaña "¡Está Acabado!" contra Milošević fue vista por muchos como un factor clave en la derrota electoral en septiembre de 2000 y el posterior derrocamiento.

### Post-Milosević
Tras el éxito de Otpor! en Serbia, activistas cívicos de otros países contactaron a los líderes de Otpor! con el fin de imitar su éxito. Uno de los líderes de Otpor!, Djinovic, viajó a Bielorrusia en varias ocasiones para reunirse con un movimiento estudiantil. Sin embargo, el movimiento estudiantil fue infiltrado al poco tiempo y se derrumbó. 
Movimientos similares a Otpor! en  Georgia, Ucrania y Líbano fueron más exitosos. En Georgia, los líderes de Otpor! comenzaron a trabajar con un movimiento estudiantil denominado Kmara ("¡Basta!") en 2002. Kmara tuvo un importante rol en la obtención de la renuncia del presidente Eduard Shevardnadze en noviembre de 2003 durante la Revolución de las Rosas. En Ucrania, Otpor! trabajó con el movimiento juvenil Pora ("Ya es hora") –una pieza clave en la Revolución Naranja de Ucrania, que se llevó a cabo entre noviembre de 2004 y enero de 2005. La decisión de crear un centro de capacitación fue tomada en 2003, mientras Đinović y Popović estaban en Sudáfrica trabajando con activistas de Zimbabue. [20] Popovic era miembro del parlamento en el momento, cargo que abandonó en 2004 para concentrarse en el activismo revolucionario. Đinović había establecido el primer proveedor de Internet inalámbrico en Serbia en 2000. Actualmente, Đinović financia aproximadamente la mitad del trabajo de CANVAS.

## Estructura Organizacional
Con sede en Belgrado, CANVAS está dirigida por Đinović y Popović. Cuenta con cuatro miembros y medio de personal quienes trabajan como contratistas y opera una red de instructores internacionales con experiencia en movimientos democráticos exitosos.

## Enseñanza
CANVAS hace hincapié en la importancia de "la unidad, la disciplina no violenta y la planificación" como las claves del éxito de la resistencia no violenta.
Las enseñanzas de CANVAS pueden resumirse en unos principios sencillos: El poder en la sociedad no es fijo y puede cambiar muy rápidamente de un grupo social a otro. Puede llegar a ser frágil y puede ser redistribuido, sobre todo en los regímenes no democráticos. También, el poder en la sociedad proviene de la obediencia de la gente. Y esas personas - cada una siendo individualmente una pequeña fuente de energía - puede cambiar de opinión, y negarse a seguir órdenes. Además de los principios fundamentales un movimiento require unidad, planificación y disciplina no violenta. Tiene que haber una visión compartida del futuro y una estrategia para alcanzarlo. Ningún movimiento puede tener éxito si abarca más de lo que le permiten sus recursos; en cambio, los movimientos exitosos ganan pequeñas victorias y construyen sobre ellas. En una entrevista con Octavian Manea, Popović fue citado diciendo, "El poder de la "lucha no violenta" radica en la movilización de un gran número de personas en torno a una visión conjunta de futuro, la construcción de una estrategia común, seguido por tácticas no violentas eficientes y, por supuesto, el mantenimiento de la ofensiva y disciplina no violenta en contra del oponente".
La preparación es vista por CANVAS como lo más importante. Iván Marović, antiguo entrenador en CANVAS fue citado en un artículo de Foreign Policy de febrero de 2011, "Las revoluciones son a menudo vistas como espontáneas... Parece como si la gente simplemente salió a la calle. Pero es el resultado de meses o años de preparación. Es muy aburrido hasta que se llega a un punto determinado, donde se pueden organizar manifestaciones masivas y huelgas. Si se planifica cuidadosamente, para el momento en que empiezan, todo ha terminado en cuestión de semanas ".
Como parte del proceso de planificación, CANVAS enseña a los activistas a identificar los "pilares de apoyo" - instituciones u organizaciones, tales como la policía, el ejército, la religión organizada y los establecimientos educativos – que deben ser ganados. "Es crucial para los movimientos no violentos sacar a la gente de los pilares de apoyo, como la policía o el ejército, en lugar de empujar a la gente dentro de estos pilares y parecer amenazante o agresivo para ellos", Popović, según fue citado en un artículo publicado en la revista Sojournes de mayo de 2011. Para desarmar a la policía en Serbia, Otpor! utilizó tácticas como llevar galletas y flores a las estaciones de policía. To disarm the police in Serbia, Otpor! deployed such tactics as delivering cookies and flowers to police stations.
CANVAS también considera la creación de una marca con el potencial para atraer un amplio apoyo, como clave del éxito de un movimiento. Lemas, canciones y símbolos de identidad - tales como el puño cerrado de Otpor- tienen un papel importante en este sentido. Junto con una clara articulación de los objetivos de un movimiento, las enseñanzas de CANVAS cubren temas como identidad de grupo de los movimientos no violentos, estrategias de comunicación claras para audiencias específicas y el desarrollo de solidaridad entre sus activistas en caso de que sean arrestados, detenidos o despedidos de sus trabajos. Una parte importante del plan de estudios se centra en cómo los movimientos que enfrentan la opresión pueden superar el miedo y sus efectos adversos sobre la moral de las personas y fomentar el entusiasmo.
Según CANVAS, se debe prestar atención especial al desarrollo de la disciplina no violenta del movimientos porque "un solo acto de violencia puede destruir la credibilidad de un movimiento no violento". En consecuencia, se enseña a sus estudiantes las técnicas para evitar la violencia y cómo hacer frente a la violencia, en particular de las fuerzas policiales y de seguridad.

## Métodos para la transferencia de conocimiento
CANVAS difunde su conocimiento a través de una variedad de medios, incluyendo talleres, libros, DVDs y cursos especializados. Más de 1000 personas procedentes de 37 países han asistido a sus talleres.
En 2007, CANVAS publicó su libro para estudiantes, “Curriculum de CANVAS: Una guía para la lucha no violenta efectiva”. También publicaron un manual para activistas titulado "La lucha no violenta - 50 Puntos esenciales", que ha sido traducido al español, francés, serbio, árabe y persa. La publicación ha sido descargado unas 20.000 veces en Oriente Medio, principalmente por iraníes. CANVAS también lanzó la película educativa, "Bringing Down a Dictator". El curriculum de CANVAS es fácilmente adaptable y está diseñado para ser tomado en cualquier lugar.
En enero de 2008, CANVAS comenzó un programa de postgrado en la Facultad de Ciencias Políticas de la Universidad de Belgrado llamado Estrategias y métodos de cambio social no violento. El curso de certificación se basa en el plan de estudios básico de CANVAS [36] miembros de CANVAS enseñan regularmente y presentan una versión académica de su plan de estudios principal, realizan talleres sobre la estrategia y la organización de la lucha no violenta en diversas instituciones educativas de todo el mundo, incluyendo: Harvard (Kennedy School of Government), Fletcher Escuela de Derecho y Diplomacia (TUFTS, Boston, MA), Johns Hopkins (SAIS), Universidad de Columbia, Rutgers (Nueva Jersey), Universidad de Colorado (CO), Universidad de Georgetown (DC)...
Desde octubre de 2011, el director ejecutivo de CANVAS Srdja Popović tiene la condición de académico invitado en Harriman Institute, en una de las más prestigiosas escuelas de políticas públicas del mundo la Escuela de Asuntos Internacionales y Públicos de la Universidad de Columbia.

## Éxitos
CANVAS ha atraído publicidad para su trabajo con grupos disidentes en varios países. El símbolo de un puño cerrado volaba en lo alto de banderas blancas en 2003 en Georgia, cuando los manifestantes no violentos irrumpieron en el Parlamento del país tras el fraude electoral en una acción que llevó al derrocamiento del expresidente autocrático Eduard Shevardnadze. Recientemente, CANVAS recibió atención de los medios como consecuencia de su exitoso trabajo con los grupos de las Maldivas y, especialmente, en Egipto.
En las Maldivas, CANVAS dio capacitación al grupo de la oposición local y ayudó a poner fin al régimen presidencial de 30 años de Maumoon Abdul Gayoom en 2008.
En Egipto, se supo que Mohammed Adel, uno de los líderes del Movimiento Juvenil 6 de abril, y luego un importante organizador de la sublevación que llevó a la renuncia del presidente Hosni Mubarak en febrero de 2011, había recibido entrenamiento de CANVAS. Adel viajó a Belgrado para asistir a un curso de 5 días organizado por CANVAS sobre estrategias de revolución no violenta en el verano de 2009. Como le informó a Al Jazeera en inglés en una entrevista el 9 de febrero de 2011, ""recibió entrenamiento en cómo llevar a cabo demostraciones pacíficas, cómo evitar la violencia, y cómo hacer frente a la violencia de las fuerzas de seguridad, y cómo entrenar a otros en la forma de manifestar pacíficamente, organizar y hacer que la gente salga a las calles"".
Aparte de los éxitos de sus talleres de campo, CANVAS ha contribuido en el estudio de la resistencia no violenta estratégica, y colabora opinando con regularidad sobre los movimientos políticos y sociales actuales. CANVAS acuñó el término en inglés “"Laughtivism"”, que se utiliza para describir el uso del humor en la lucha no violenta y que ha sido implementado por el grupo con sede en Nueva York, ""The Yes Men"" y también el término acciones que causan dilema que describe la táctica de la resistencia no violenta de poner al oponente en una situación perder-perder.

## Financiamiento
CANVAS es una institución sin fines de lucro que se basa únicamente en financiación privada; no hay ningún cargo por los talleres y el conocimiento sobre lucha no violenta se puede descargar de forma gratuita en Internet. El principal donante individual de CANVAS es su miembro fundador y magnate de los medios, Slobodan Đinović. Đinović solamente cubre alrededor de la mitad de los costos de operación de CANVAS. CANVAS no acepta fondos de gobiernos individuales.

## Controversia
Varias organizaciones e individuos, incluidos los gobiernos de Bielorrusia e Irán, así como el exjefe de Estado venezolano, Hugo Chávez, han acusado a CANVAS de ser un “exportador de revoluciones”. CANVAS niega esto, haciendo hincapié en su papel como educador y gran poder transformador de los métodos pacíficos. Los líderes de CANVAS a menudo enfatizan que "con el fin de tener éxito, los movimientos no violentos deben evitar tomar cualquier consejo de extranjeros, debe ser un movimiento doméstico" y que "las revoluciones no violentas no se pueden exportar o importar".
El puño cerrado, símbolo de Otpor! ha sido utilizado por muchos movimientos de base de todo el mundo, lo que ha generado rumores de que están afiliados directamente con CANVAS. El símbolo, sin embargo, no está patentado y CANVAS ha acogido la utilización del símbolo por los movimientos de resistencia en cualquier lucha no violenta, incluyendo aquellos con los que la organización no ha tenido ningún contacto directo. Cabe destacar que el símbolo ha sido utilizado por los activistas en países como Rusia, Venezuela, Serbia, Kenia y Egipto.

## Premios
En noviembre de 2010, CANVAS fue galardonado con el Premio Paul Lauitzen para los Derechos Humanos.
En noviembre de 2011. Foreign Policy Magazine acreditó a Srdja Popović, director ejecutivo de CANVAS como uno de sus "Top 100 Global Thinkers" por su papel en la difusión de la idea y la educación de los activistas por el cambio social no violento.
En febrero de 2012, Srdja Popovic fue nombrado en el "Smart List 2012" por la revista Wired de Reino Unido como una de las 50 personas que van a cambiar el mundo.
De acuerdo al director del Instituto Internacional de Estudios para la Paz de Estocolmo, Srdja Popović, fue considerado entre los candidatos al premio Premio Nobel de la Paz 2012. Con la resistencia no violenta en los titulares en gran parte de 2011, Popović y su organización ha sido fundamental en la difusión del conocimiento de la no violencia a nivel mundial.

## Publicaciones
"Nonviolent Struggle: 50 Crucial Points" (2006), disponible en inglés, español, francés, árabe, farsi y serbio. 

"CANVAS Core Curriculum: A Guide to Effective Nonviolent Struggle" (2007), disponible en inglés, árabe y persa.

"A Brief History of Otpor" (2008), disponible en inglés.

"Making Oppression Backfire" (2013), disponible en inglés, español y árabe.